# Port Auckland (schip, 1922)
De Port Auckland was een Brits stoomvrachtschip van 8.789 ton, dat tijdens de Tweede Wereldoorlog door een Duitse onderzeeboot tot zinken werd gebracht.

## Geschiedenis
Ze werd afgebouwd in augustus 1922 op de scheepswerf van Workman, Clark & Co Ltd, Belfast, Noord-Ierland, met als eigenaar Port Line, Londen, met aldaar haar thuishaven.
Op 15 september 1940 werd de Port Auckland geroemd voor het neerhalen van een Duits vliegtuig tijdens een aanval op de Londense dokken.

## De laatste reis
De Port Auckland, met kapitein Arthur Eric Fishwick als gezagvoerder, had een bemanning van 118 man en haar lading bestond uit 7.000 ton ingevroren voedingswaren, 1.000 ton algemene lading en post. Haar reisroute begon vanuit Brisbane, Australië - Cristóbal - Halifax, Canada op 8 maart 1943 samen met konvooi SC-122 - Belfast Lough – Avonmouth.
Het verlies van de Port Auckland gebeurde omstreeks 23.09 uur op 17 maart 1943. De U-305 onder bevel van Rudolf Bahr, lanceerde een spreidschot van twee torpedo's naar het konvooi SC-122, die op dit ogenblik ten zuidoosten van Kaap Vaarwel kruiste, en raakten de Port Auckland in konvooicolonnepost 93 in de machineruimte aan stuurboordzijde en een ander vrachtschip, de Zouave, in colonnepost 84, die binnen de vijf minuten verdween onder de zeespiegel. Even later liepen twee torpedo's van een ander gelanceerd spreidschot, die omstreeks 23.10 uur werden afgevuurd, tussen het konvooi door en een van hen raakte opnieuw de Port Auckland, die achteraan het konvooi ronddreef. Nadat het schip weer door een treffer werd geraakt om 00.41 uur op 18 maart, brak ze in twee stukken en zonk ze naar de oceaanbodem in positie 52°25’ Noord en 30°15’ West.
Acht bemanningsleden van de Port Auckland vonden de dood. Kapitein Fishwick, 87 bemanningsleden, 12 artilleristen en tien passagiers (R.A.F. personeel) werden opgepikt door HMS Godetia (K 226) (Lt. M.A.F. Larose, RNVR) en bracht hen naar Gourock.